# 1リットルの涙 (テレビドラマ)
『1リットルの涙』（いちリットルのなみだ）は、木藤亜也の同名のノンフィクション書籍を原作とし、2005年10月11日から12月20日までフジテレビ系の「火曜21時」枠で毎週火曜日21:00 - 21:54に放送されていた日本のテレビドラマ。主演は沢尻エリカ。

## 概要
フジテレビが2005年秋、涙と感動を贈るヒューマンドラマとして制作した。
オープニングは、亜也が書いたと思われる日記の上にくしゃくしゃに丸められた1枚の紙が広げられ、その上に涙がいくつも落ちて、ドラマのタイトルが浮かんでくるというもの。その後、1冊のノートに見開き2ページ分の寄せ書きが映し出される。内容はいずれも励ましのメッセージである。
ストーリーの大まかな流れは第1話から第8話までが亜也が脊髄小脳変性症を発症し、明和台東高校から養護学校へ編入するまでの１年間の彼女とその家族の葛藤、第9話が養護学校での生活、第10話が養護学校を卒業してからの自宅療養や入院生活での彼女の苦悩、最終話では彼女が成人し、亡くなるまでの数年間が描かれている。
エンドロールでは、教室や病院の診察室といった、放映したエピソードにまつわる風景や野の草花や空を映した写真とともに、木藤亜也の在りし日の写真が映し出される。また、第7話から、亜也が書き残した文章が原文のまま、テロップで紹介されるようになった（※第6話までは彼女が遺したノートにつづられた文章を映していただけだった）。最終回のエンドロールでは、ドラマのメインテーマにあわせて家族の近況も紹介された。
主人公・亜也の学校の合唱の課題曲として、レミオロメンの「3月9日」が使用され、同曲をオリコンチャートランク外から再びランクインさせた。同じく挿入歌の「粉雪」も最高2位を記録。
日本PTA全国協議会のアンケートで、調査対象の小学5年生保護者、中学2年生保護者ともに2005年度の「子供に見せたい番組」の第1位に輝いた。オリコン集計の『2005年ドラマ満足度ランキング』では『電車男』、『ドラゴン桜』、『野ブタ。をプロデュース』をおさえて第5位に輝いた。
2020年11月に行われ、300人が投票に参加した「今まで見た中で一番号泣したドラマランキング」では、『コウノドリ』や『大恋愛〜僕を忘れる君と』を凌ぎ1位を獲得した。
オフィシャルホームページには、放送中に賞賛や感謝の言葉など書き込みが多数寄せられ、回を追うごとにその数も増え続け、フジテレビ連続ドラマのホームページ史に残る投稿数となった。放送終了1年以上を経てもアクセスが途絶えることなく多くのメッセージが寄せられた。
父親役の陣内孝則や母親役の薬師丸ひろ子らベテラン陣はもちろん、ドラマ初主演となった沢尻エリカを筆頭に恋人役の錦戸亮、妹役の成海璃子、弟役の真田佑馬ら若手陣の演技力評価を（さらに）高める作品となった。特に沢尻はこのドラマで大ブレイクした。
香港では2006年10月15日から同年12月30日まで放送され、2007年4月5日にスペシャルドラマ（フジテレビ系）として、亜也の死から半年後について描かれた。詳しくは、後述の「#1リットルの涙 特別編〜追憶〜」を参照。
2018年には、トルコでリメイク版が制作された。

## 原作・映画版との相違点
オリジナル版
- 実話では1980年代の愛知県豊橋市に住む少女の高校進学直前からの闘病記だが、ドラマでは亜也が通学した愛知県立豊橋東高等学校が「明和台東高校」（千葉市にある千葉明徳高等学校がロケ地）となっている。また、転校した養護学校は県立岡崎養護学校から「加住市立加住養護学校」（東京都立北養護学校＝現：東京都立北特別支援学校がロケ地）となっている。実家の豆腐店のロケ地は横浜市鶴見区尻手商店街である。また、1980年代には普及していない携帯電話がドラマでは小道具として使われた。
- 肖像権の都合上、主要人物（亜也の家族）の名字が「池内」となっている。
- ドラマでの父・瑞生は豆腐屋を自営しているが、実際の父・木藤瑞生はサラリーマンである（『いのちのハードル』より）。
- 実話では5人兄弟（2男3女）だが、ドラマでは4人兄弟（1男3女）である。これは次男・賢太朗が登場していないため。
- 主治医が女性から男性に変更されている。
- 映画では診察室で片足立ちなどをするがドラマでは片足立ちになったり医師の指を追ったり診察室の外を歩いたりもする。
- 著書にない恋人役の男性クラスメートの設定がある。これは今回ドラマ化にあたり、「亜也にも恋愛をさせてあげたかった」という母親の要望をフジテレビサイドが汲み取ったものである。なお、遥斗は生物部に所属しているが、原作でも生物部に所属する生徒が登場するので完全オリジナルのキャラクターではない（詳細はキャストを参照）。
- 主人公の生まれた年を1989年に設定したため、未来の出来事にしないように養護学校に転校した時以降の時間軸は曖昧にされた（20歳の時点では2009年、更に死去した時点で2014年になる）。池内亜也が入手した「障害者手帳」では生年が「昭和元年」となっているが、「平成元年」が正しい。池内亜也が養護学校を卒業したのは2008年、つまり平成20年3月になり、これは2007年度末なので、卒業式の場面では「平成十九年度」と書かれてある。第1話冒頭で潮香が読んでいた亜也の最後の日記は「2015年」となっており、最終回での亜也の最期が2015年で、ラストシーンの墓参は一周忌の設定なので2016年が舞台である。

トルコ版
- 女子大生Cihanが大学1年生で発症した物語に置き換えられている。

## キャスト
※ 括弧内は登場人物の年齢。矢印の後ろの年齢は、ドラマで最後に登場した時の年齢を、ドラマの時系列をもとに計算した。

### 池内家
池内亜也〈15 → 25〉
演 - 沢尻エリカ
本作の主人公。自宅の豆腐店の手伝いもキッチリ行う心優しい女の子。1989年7月19日生まれ。活発で前向きで誰からも好かれる、いわゆる優等生タイプ。
中学の頃からバスケに取り組んでいた。ところが進学校である明和台東高校（通称：東高）の受験を控えた2005年3月、15歳という若さで脊髄小脳変性症を発症。病が進行していく中でさまざまなことに葛藤し、涙を流しながらも自分の病気、運命に懸命に立ち向かう。絶望に打ちひしがれる中、母の潮香の助言を受け、『日記（＝文章）を書く』ことに己の存在意義を見出し「人の役に立ちたい」と願い続けた。最終話、25歳で死去した。
池内潮香〈40 → 51〉
演 - 薬師丸ひろ子
亜也の母。現在の職業は保健師だが、看護師として働いていたこともある。夫と亜也を含めて4人の子供の面倒を見る、聡明で優しさと厳しさを兼ね備えた女性。
病が徐々に進行していく亜也と向き合う中で不安や葛藤を抱えながらも、保健師や看護師としての知識と、母としての愛情と勇気で家族とともに亜也を懸命に支え続ける。やがて、自分自身の言葉が亜也の人生にひとつの大きな方向性を与えることになる。
池内亜湖〈13 → 18〉
演 - 成海璃子
亜也の妹。絵を描くのが得意。
第二次反抗期の真っただなかで勉強ができて気遣いもできる優等生の亜也を妬ましく罵ったり、父・瑞生に歯に衣着せぬ物言いをすることもあったが、亜也の病状が進行するにつれて、彼女のひたむきさを尊敬するようになった。姉の果たせなかった明和台東高校卒業を実現するために猛勉強の末、見事合格。無事に卒業し、看護師となった。
池内弘樹〈11 → 16〉
演 - 真田佑馬（当時：ジャニーズJr.）
亜也の弟。サッカーが好きで、少年サッカーチームに所属して練習している。基本的には健気な性格で元気な少年。
姉の病気のことで同級生に馬鹿にされ、傷つき見下してしまったこともあったが、亜湖の叱咤もあり自分の過ちに気づく。
池内理加〈5 → 10〉
演 - 三好杏依（第1話 - 第9話）、三好結稀（第10話 - 最終話）
亜也の妹。幼い頃は「理加も」が口癖だった。亜湖同様、絵の才能がある。
池内瑞生〈45 → 56〉
演 - 陣内孝則
亜也の父。豆腐屋の店主を営んでいる。ちょっとしたことでカチンときたりして子供じみたところがあり、自分で考えたことを曲げない頑固者である一方、情に厚く、涙もろい人情味に溢れた男性。
熱い性格で亜湖からは「うざい」などとあしらわれることが多い。潮香や子供たちとともに亜也を支え、父として亜也を見守り続けた。

### 麻生家
麻生遥斗〈15 → 25〉
演 - 錦戸亮
亜也のクラスメート。生物部に所属している。一人で考え一人で行動に移すタイプで不器用で頑固な性格は父譲り。
高校受験当日、亜也と同じ高校受験票を持っていたが、辞めようと思っていた所、偶然遅れていた亜也と出会った事で、亜也を送り届けるだけのつもりが2人とも補欠で受験となり合格、亜也とクラスメイトとなった。
ある事故がきっかけで父と対立し、かたくなに心を閉ざしていたが、亜也と関わっていくうちに彼女を愛し、陰から日向から彼女を護っていくようになり、その想いと行動はやがて、自分の進むべき道を決定づけることになる。明和台東高校卒業後は常南大学医学部に進学し、亜也の死後、彼女が入院していた附属病院で神経内科医となった。
麻生芳文〈50 → 55〉
演 - 勝野洋
遥斗の父。亜也が生涯世話になる常南大付属病院で外科部長を務めている。生真面目で頑固な性格。
ある事故で遥斗と距離を置くようになってしまうが、常に遥斗を心配している。のちに遥斗に大きな影響を与える。
麻生佐和子〈48〉
演 - 兎本有紀
遥斗の母。
麻生圭輔〈18〉
演 - 佐藤祐基
遥斗の兄。彼と渓流で魚釣りをしていた時に急流に巻き込まれて水難事故で死亡した。生前は頭が良く、両親からも自慢の息子として将来を期待されていた。

### 明和台東高校
西野良三〈30〉
演 - 佐藤重幸（現：戸次重幸）（TEAM NACS）
亜也の高校の担任で女子バスケ部の顧問。
どこにでもいる平凡な教師で、まだ経験が浅いため保護者たちや生徒の意見に流されがちである。
杉浦まり〈15 → 18〉
演 - 小出早織
亜也のクラスメートで中学時代からの親友。いつも亜也のことを気にかけていた。女子バスケ部に所属。
松村早希〈15 → 18〉
演 - 松本華奈
亜也のクラスメート。同じクラスで同じ部に入ったことから亜也たちと仲良くなる。
彼女が友達である以上、まりと一緒に精一杯手助けをしてきたが時々つらいと感じていたことも。高校卒業後はひとり暮らしに憧れていたこともあり東京の大学に進学することに。
恩田耕平〈15 → 18〉
演 - 水谷百輔
亜也のクラスメート。遥斗の中学時代からの親友で楽天家でおちゃらけ者。生物部に所属し、亜也たちと交流を深めていくようになる。後に大学受験に失敗している。実家はスーパーを営んでいる。
中原慶太〈15 → 18〉
演 - 橋爪遼
亜也のクラスメート。マジメを絵に描いたような性格の持ち主でいつも敬語で話している。生物部に所属しており、生物に並々ならぬ情熱を抱いている。
高校卒業後は、生物についてもっと研究するために北海道の大学に進学することに。
富田圭子〈15 → 18〉
演 - 葵
亜也のクラスメート。遥斗の幼馴染で恋愛感情を抱いており、彼が亜也と仲良く話していることに少し嫉妬している。
クラス内で亜也を除け者にするような言動が多々あり、遥斗の逆鱗に触れ「2度とそんな口聞くな」と言われてしまう。亜也が養護学校へ転入することを決め、クラス全員に向けた話を聞いて涙した。
大橋美歩〈15 → 18〉
演 - 川原真琴
亜也のクラスメート。
本田香織
演 - 星野奈津子
女子バスケ部部長。
河本祐二〈17〉
演 - 松山ケンイチ
亜也の中学時代からの憧れの先輩で男子バスケ部に所属。自身も亜也に一目置いていた。
亜也の病状が悪化するにつれて、彼女を避けるようになり、それを察した亜也から「さよなら」と電話で別れを告げられた。
武田誠〈17〉
演 - 遠藤雄弥
河本の友人で、男子バスケ部に所属。河本に対し歯に衣着せぬ意見を言う。

### 医療関係
水野宏〈33 → 44〉
演 - 藤木直人（特別出演）
亜也の担当医。常南大学付属病院の神経内科に勤務。脊髄小脳変性症の治療と研究を専門にしている。宮下信太郎の教え子。
亜也と両親を支えていく一方で、彼自身も、懸命に病に立ち向かう亜也の姿に影響を受けて変わっていく。遥斗に大きな影響を与える。
岡崎誠
演 - 矢島健一
神戸医科大学病院神経内科教授。
田辺慎太郎
演 - 小林正寛
理学療法士。亜也の歩行訓練などのリハビリに献身的に付き添った。
宮下信太郎
演 - 森山周一郎（第2話）
清林医科大学病院長であり、小脳脊髄変性症を40年研究してきた神経内科教授。
佐々木医師
演 - 宇納佑
※ 宮下信太郎を演じる森山は映画版で患者役、ドラマ版では医師役という形で出演している。

### その他
川上さくら
演 - 円城寺あや
ご近所さん。
松村香苗
演 - 栗田よう子
藤村まどか
演 - 浜丘麻矢（第9話・第10話）
養護学校の担任。日々進んでいく病状や障害を受け入れるのを怖れる亜也に厳しいことを言うこともある。
第10話で高野と結婚。
高野喜一
演 - 東根作寿英（第9話 - 最終話）
養護学校のボランティア。まどかの恋人。本業は「文芸総合出版」の営業マン。
第10話で潮香の勤務先に訪れ、まどかとの結婚式に招待すると同時に、潮香にあることを依頼する。
及川明日美〈16 → 17〉
演 - 大西麻恵（第7話・第9話）
亜也の養護学校のクラスメートで、寮では亜也と同室になる。亜也のひとつ年上。
水野の元患者で14歳のときに膠芽腫を発病。亜也以上に症状が進行しているものの、持ち前の明るさと気丈さで病と向き合っている。亜也の良き友達でもあり、良き先輩である。
及川菊枝
演 - かとうかずこ（第7話）
明日美の母。同じ病を患う娘を持つ母親の「先輩」として、水野の紹介で養護学校を訪れた潮香を励ます。
※ 明日美を演じる大西と菊枝を演じるかとうは先に制作された映画版で亜也と潮香を演じており、ドラマではゲストという形で出演している。

## スタッフ
- 原作 - 木藤亜也
- 脚本 - 江頭美智留、大島里美、横田理恵
- 音楽 - 上田益
- 合唱シーン指導 - 富浦元公
- 演出 - 村上正典（共同テレビ）、木下高男（ベイシス）
- 主題歌 - K「Only Human」（ソニー・ミュージックレコーズ）
- 挿入歌 - レミオロメン「粉雪」、「3月9日」（ビクタースピードスター）
- ストーリー構成 - 大島里美
- 企画 - 関谷正征（フジテレビ）、中村百合子（フジテレビ）
- プロデュース - 貸川聡子（共同テレビ）
- アソシエイトプロデュース - 小椋久雄（共同テレビ）、江森浩子 (プロデューサー)（共同テレビ） ※声優とは無関係
- 制作 - フジテレビ、共同テレビ

## 放送日程
| 各話                                                       | 放送日         | サブタイトル                 | 脚本                | 演出     | 視聴率 |
| ---------------------------------------------------------- | -------------- | ---------------------------- | ------------------- | -------- | ------ |
| 第1話                                                      | 2005年10月11日 | ある青春の始まり             | 江頭美智留          | 村上正典 | 13.5%  |
| 第2話                                                      | 10月18日       | 15才、忍びよる病魔           | 江頭美智留          | 村上正典 | 15.1%  |
| 第3話                                                      | 10月25日       | 病気はどうして私を選んだの?  | 大島里美            | 木下高男 | 13.5%  |
| 第4話                                                      | 11月01日       | 二人の孤独                   | 横田理恵            | 木下高男 | 12.3%  |
| 第5話                                                      | 11月08日       | 貰いたくなかった、障害者手帳 | 江頭美智留          | 村上正典 | 14.6%  |
| 第6話                                                      | 11月15日       | 心ない視線                   | 江頭美智留          | 木下高男 | 15.2%  |
| 第7話                                                      | 11月22日       | 私のいる場所                 | 横田理恵            | 村上正典 | 16.2%  |
| 第8話                                                      | 11月29日       | 1リットルの涙                | 大島里美            | 木下高男 | 15.4%  |
| 第9話                                                      | 12月06日       | 今を生きる                   | 大島里美            | 村上正典 | 15.5%  |
| 第10話                                                     | 12月13日       | ラブレター                   | 江頭美智留 大島里美 | 木下高男 | 16.6%  |
| 最終話                                                     | 12月20日       | 遠くへ、涙の尽きた場所に     | 大島里美            | 村上正典 | 20.5%  |
| 平均視聴率 15.4%（視聴率は関東地区・ビデオリサーチ社調べ） |                |                              |                     |          |        |

- 初回は10分、最終回は15分拡大して放送された。
- 初回こそ13%台と当時としては低調なスタートだったが、尻上がりに数字を上げ、最終回では20%越えを達成した（ティーンズは26.3%、F2は23.4%）。最終回22時の池内亜也（沢尻エリカ）と麻生遥斗（錦戸亮）のシーンでは瞬間最高視聴率25.8%をマークした。
- 青森放送は毎週土曜日12:00 - 12:54に約3か月遅れで放送した。

## 1リットルの涙 特別編〜追憶〜
2007年4月5日（木曜日）21:00 - 23:48に放送された。連続ドラマの放送終了後も公式HPに多くの感想が寄せられ続けるなど好評であったため、スペシャルとして復活。
安易に「死」を口にする若者たちに、もう一度、生きることの輝きを思い出してもらいたい、苦しみの中にあってもなお、前を向いてひたむきに生き続けてほしいというメッセージをこめて制作された。
舞台は、亜也が脊髄小脳変性症を発症しこの世からいなくなった半年後で、亜也の家族や原作にはない存在である遥斗が中心となって物語が展開するため、原作を土台としたオリジナルの内容になっている。亜也を演じる沢尻の新しい撮影シーンも織り込まれている。視聴率は17.0%を記録した。

### あらすじ
亜也が死去してから半年後。姉の姿をそばで見続けていた亜湖は看護師の道を目指し、家族以外でもっとも亜也に近い存在だった遥斗は、神経内科の医師としてかつて亜也が入院していた病院に勤務している。亜也という存在を失った喪失感を埋めようもなく自分自身を見失っている遥斗は、医師として亜也を救えなかったという意識に苛まれ、担当する患者に対しても距離を置いてしまっている。しかし“生きる”ことに後ろ向きな遥斗の患者・みずき（14歳）に対して、遥斗は初めて“池内亜也”という存在を語ろうと決心する。悩み、苦しみながらも懸命に生きることを求めた亜也の物語を通し、再び生きることを意識するようになるみずき。そして遥斗も亜也を語ることで、自らの苦しみから解き放たれていく。たとえ存在は消えてしまっても、亜也の残したものは引き継がれ、誰かの心の中に生き続けていく。

### キャスト
- 池内亜也 - 沢尻エリカ
- 池内潮香（亜也の母親） - 薬師丸ひろ子
- 麻生遥斗（亜也のクラスメイト・現神経内科医） - 錦戸亮
- 池内亜湖（亜也の妹・現看護師） - 成海璃子
- 池内理加（亜也の妹・現高校1年生） - 森本更紗
- 池内弘樹（亜也の弟） - 真田佑馬（回想シーンのみ）
- 長嶋みずき（遥斗の患者・14歳） - 岡本杏理
- 多岐川誠（リハビリの医師） - 甲本雅裕
- 桜井奈緒子（神経内科看護師長） - 岩橋道子
- 長嶋恭子（みずきの母） - 大島さと子
- 水野宏（亜也の主治医） - 藤木直人（特別出演）
- 池内瑞生（亜也の父親） - 陣内孝則
- 患者 - 本村健太郎

### スタッフ
- 原作 - 木藤亜也
- 脚本 - 横田理恵
- 音楽 - 上田益（レガートミュージック）
- 演出 - 村上正典（共同テレビ）
- 主題歌 - K「Only Human」（ソニー・ミュージックレコーズ）
- 挿入歌 - レミオロメン「粉雪」「3月9日」（ビクタースピードスター）
- 企画 - 関谷正征（フジテレビ）、清水一幸（フジテレビ）
- プロデュース - 小椋久雄（共同テレビ）、江森浩子（共同テレビ）※声優とは無関係
- 制作 - フジテレビ、共同テレビジョン

## 撮影協力
- 東京大学医学部附属病院（ドラマ『87%』の撮影にも協力しており、本番組への協力はTVドラマとしては2作目となる。）
- 東京海洋大学越中島キャンパス
- 千葉明徳高等学校
- 千葉県立衛生短期大学
- 京葉線 新習志野駅

## 関連商品
- ドラマ「1リットルの涙」オリジナル・サウンドトラック（2005年11月23日）
- 1リットルの涙 DVD-BOX（2006年4月26日）
- 「1リットルの涙」難病と闘い続ける少女亜也の日記（木藤亜也、幻冬舎文庫）
- 「いのちのハードル」1リットルの涙母の涙（木藤潮香、幻冬舎文庫）